# Сырба
Сырба (рум. sârba, sîrba) — молдавский и румынский народный хороводный танец в быстром темпе. Музыкальный размер: 2/2 и 2/4. Танцоры могут выстраиваться в круг, в ряд или танцевать парами. Танец популярен также среди украинцев, венгров, восточноевропейских евреев и поляков, живущих в Татрах. Название танца означает «сербский», так как у сербов распространён танец «чачак» с аналогичным размером.